# Mathmos

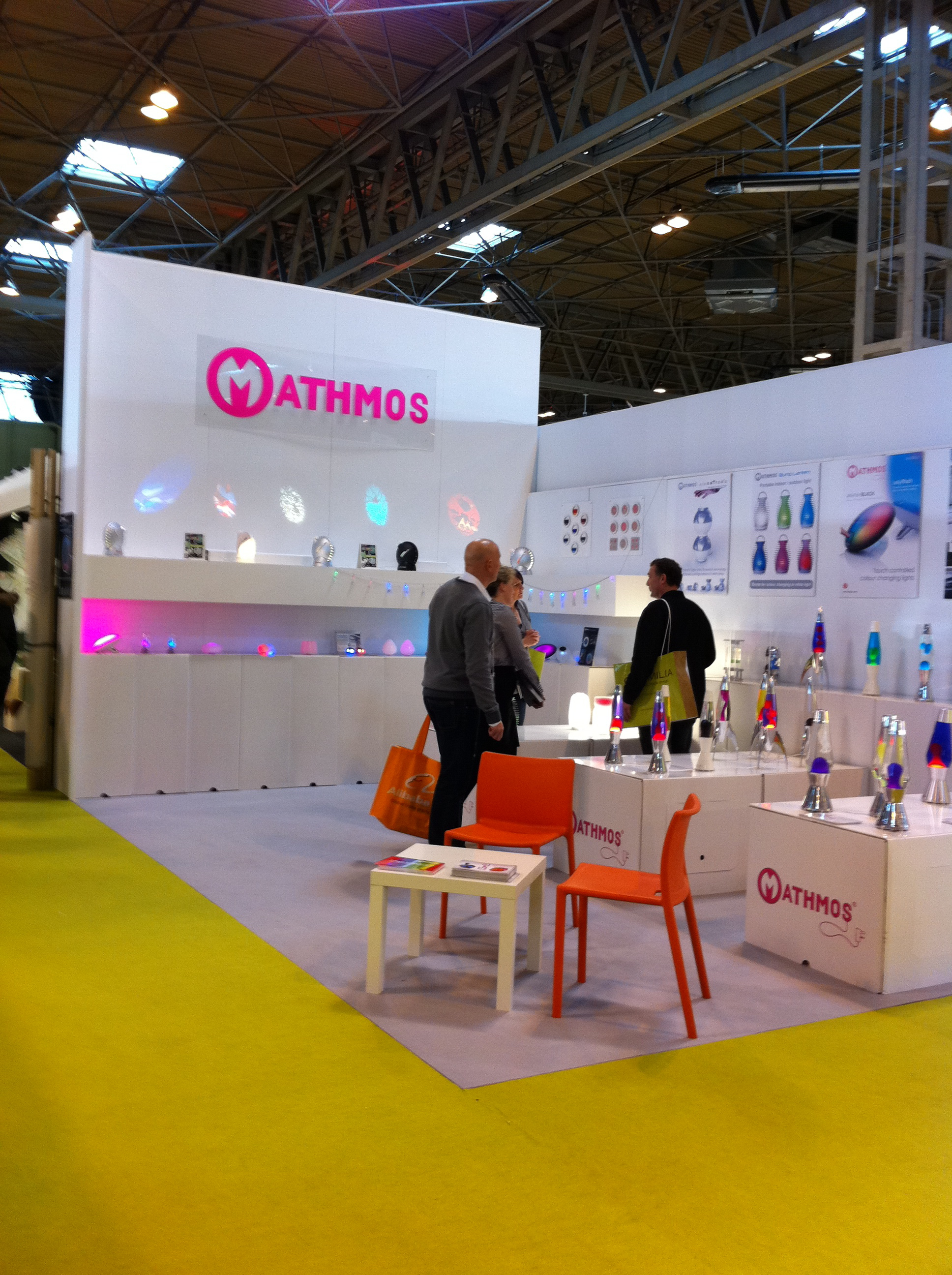
Mathmos, mässa i Birmingham, England, september 2011

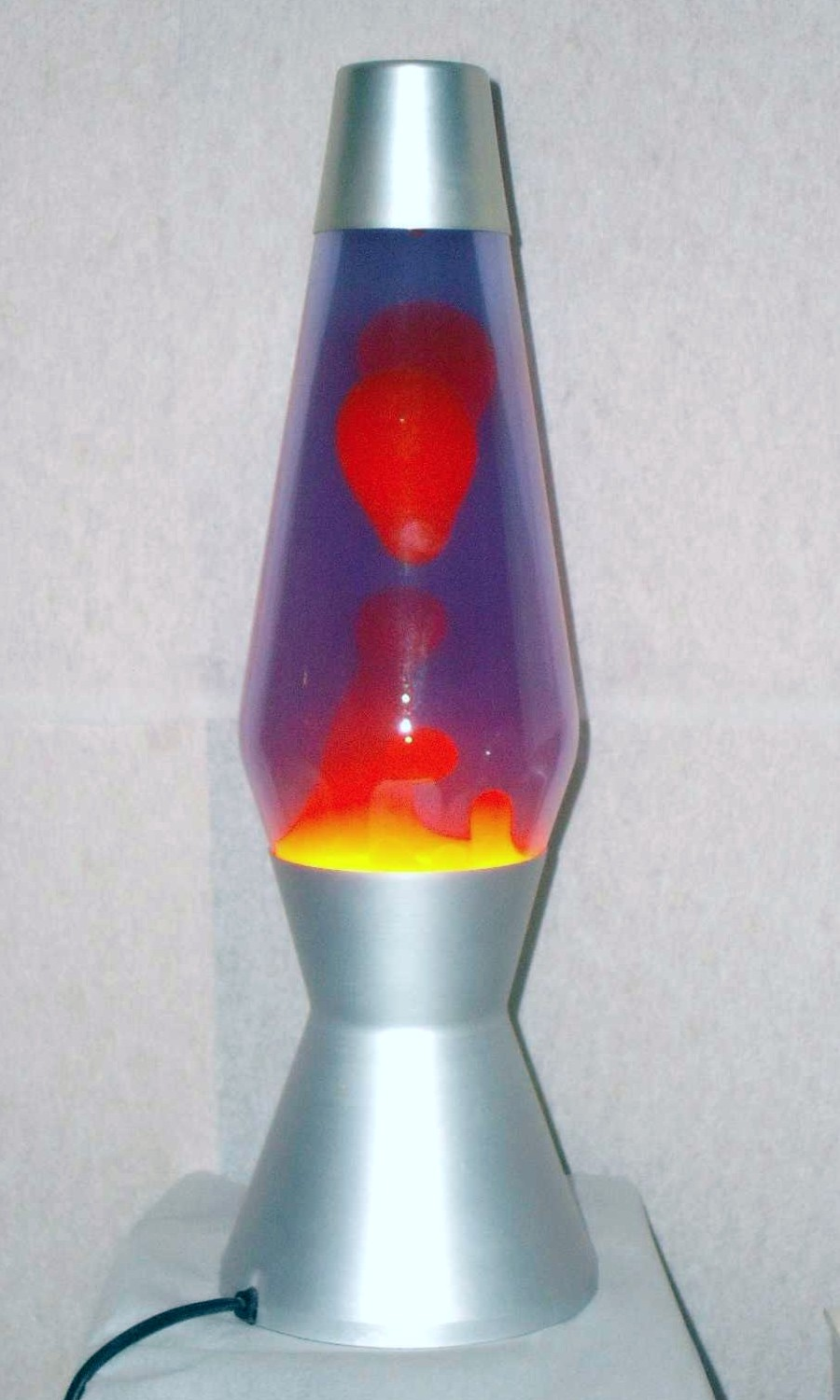
Mathmos Astro lavalampan

Mathmos är ett brittiskt företag som säljer ljussättningsprodukter. Den mest kända är lavalampan som uppfanns av företagets grundare, Edward Craven Walker. Företaget har sitt huvudkontor på fabriken i Poole, Dorset.

## Företagshistoria
Astrolampan, eller lavalampan, uppfanns kring 1963 av Edward Craven Walker. Idén utvecklades ur designen för en äggklocka som upptäckts på en pub i Dorset, England. Edward och Christine Craven-Walker licensierade tillverkning av produkten på ett antal marknader utomlands medan de fortsatte att tillverka den själva för europeiska marknader, under företagets ursprungliga namn Crestworth. Rättigheterna att producera och sälja lampan på den nordamerikanska marknaden under patentets giltighetstid såldes till Lava Simplex International 1966. Det amerikanska företaget har nu stängt fabriken i USA och tillverkar lavalamporna i Kina.
I Europa har Craven-Walkers ursprungliga lavalampor tillverkats kontinuerligt sedan det tidiga 60-talet och de tillverkas än idag av Mathmos i Poole, Dorset, Förenade kungariket. Formuleringen för Mathmos lavalampa, som från början togs fram av Craven-Walker på 1960-talet och sedan på 1990-talet förbättrades med hans hjälp, används fortfarande.
Försäljningen av Mathmos lavalampor har sett ett antal upp- och nedgångar. Efter att ha sålt miljontals lampor över hela världen under 1960- och 1970-talet återhämtade sig försäljningen sedan inte förrän under 1990-talet. 1989 tog Cressida Granger och David Mulley över driften av Walkers företag Crestworth i Poole, Dorset, vilket bytte namn till Mathmos 1992. Nu säljer företaget både lavalampor och andra typer av lampor för stämningsbelysning.
Namnet är taget från filmen Barbarella från 1968. Mathmos (eller matmos) är namnet på en bubblande lavasjö under staden Sogo.
1990-talets nylansering av lavalamporna ledde till stark försäljningstillväxt för Mathmos, från 10 000 sålda lampor per år 1989 till 800 000 lampor per år 1999. Mathmos vann två gånger Queens Award for Export (Drottningens exportpris) och ett antal andra företagspriser.  Edward Craven-Walker fortsatte att tjänstgöra som konsult och direktör hos Mathmos fram till sin död år 2000.

## Nutida Mathmos
Mathmos har sedan 1999 och under enskilt ägarskap av Cressida Granger utökat sitt produktsortiment, alltmedan det klassiska sortimentet av Mathmos lavalampor funnits kvar och utökats.  Mathmos utvecklar nya produkter både internt med hjälp av Mathmos Design Studio och i samarbete med ett antal externa formgivare som till exempel Ross Lovegrove och El Ultimo Grito.
Bland de nya produkterna finns ett antal färgväxlande och uppladdningsbara LED-lampor - av vilka flera har vunnit designpriser. Mathmos har även tagit fram nya ljustekniker som Airswitch-teknologi, vilket låter användaren slå på och av lampor och även dimma ner eller öka ljusstyrkan genom att röra handen ovanför lampan.
Mathmos har även nya innovationer i sortimentet med lavalampor, och lanserade 2009 Fireflow, den första värmeljusdrivna lavalampan. 2011 lanserade Mathmos Smart Astro, den första chipkontrollerade lavalampan som ändrar färg. Mathmos firar under 2013 sitt 50-årsjubileum.

## Företags- och marknadsföringspriser
Queens Awards for Export 2000 och 1997 

Fast Track 100 (tredje snabbast växande tillverkaren 1999) 

Yell Award för bästa företagswebbplats 1997 

Design Week pris för bästa konsumentwebbplats 1998

## Priser för produktutformning
“Grito” lampskärm: Red Dot Award 2006 

“Airswitch tc” lampa: Gift Magazine pris för designade hemartiklar, vinnare 2005

“Aduki” Design Weeks utmärkelse 2003

“Tumbler” lampa: Form 2001-pris, Red Dot Award 2002, Design Weeks utmärkelse 2002

“Fluidium”: Design Week-finalist i kategorin Bästa konsumentprodukt 2001, FX Magazine-finalist i kategorin bästa ljussättningsprodukt 2000

“Bubble” lampa: Industrial Design Excellence Award (IDEA) 2001, utmärkelsen D & AD 2001, Red Dot Award 2001, Light Magazine Decorative Lighting Award för dekorativ ljussättning 2001

## Utställningar och designårsböcker
Mathmos Vintage Lavalampa: utställning 2009 på London Design Festival 

“Astro”: utställningen Design Icons på Harrods & Design Museum 2008

“Telstar”: Space Age, Museum of Childhood 2007

“bubble, Airswitch tc, aduki ni, grito”: finns alla i Victoria & Albert Museums (London) permanenta kollektion från 2006 

“Airswitch tc”: Victoria & Albert Museums utställning “Touch Me” våren 2005

“Fluidium”: ”Blobjects and Beyond” San Jose Museum of Art 2005

“bubble”: utställningen Great Expectations på Design Council 2003

“Aduki” lampa: International Design Year Book 2003

“Tumbler”: International Design Year Book 2002

“Bubble”: utställningen “Skin” på Cooper Hewitt Museum, New York 2001

“bubble”: Design Councils utställning i New York 2002, International Design Year Book 2001